# Chiesa di San Quintino (Alliste)
La chiesa di San Quintino è l'attuale chiesa parrocchiale di Alliste ed è dedicata al santo patrono.

## Storia
Nel 1455 venne fondata appena fuori dalle mura dall'Ospedale di San Quintino e dedicata al santo omonimo, nuovo patrono cittadino al posto di san Sabino. La sostituzione dell'antico patrono, un santo di tradizione bizantina, con uno “occidentale”, ufficialmente per aver liberato la città da un'epidemia di peste, forse quella del 1429, va però letta anche come un'ulteriore tappa del processo di degrecizzazione della società allistina del Quattrocento. Simili scelte erano state operate anche nelle vicine Racale (con il narbonense san Sebastiano) e Taviano (con san Martino di Tours) e nella poco più lontana Torrepaduli (con san Rocco, il taumaturgo di Montpellier).
In una descrizione del 1618, la chiesa risulta essere stata all'epoca di pianta quadrata, suddivisa in tre navate da due file di tre pilastri e con altar maggiore delimitato posteriormente da un coro con stalli. Vi si accedeva da due porte, la maggiore sulla facciata e una minore alla fine della navata destra. Successivamente alla visita fu ordinata la costruzione di una sagrestia. Nel 1620 assunse temporaneamente le funzioni parrocchiali della chiesa matrice di San Salvatore (attuale chiesa di San Giuseppe), sottoposta a restauri.
Nel 1693 anche la chiesa di San Quintino venne sottoposta a restauri, su progetto di Ferdinando Sanfelice, fratello del vescovo di Nardò. La chiesa fu riconsacrata il 30 aprile del 1719 dal vescovo di Nardò, Antonio Sanfelice.
Nel 1863 fu avviata una radicale ristrutturazione dell'edificio, che fu trasformato con pianta a croce latina e conservò dell'originaria chiesa solo la navata centrale, con copertura a botte e sei pilastri: vennero allargate di 1,90 m le navate laterali, inserito il transetto, coperto all'incrocio da una cupola, e spostata più in avanti di 2,65 m la facciata.
Nel 1875 la chiesa di San Quintino subentrò come chiesa parrocchiale all'antica chiesa madre di San Salvatore.
Nel corso del Novecento si sono avute ulteriori modifiche, come la costruzione della cappella dedicata al Sacro Cuore. Nel 1978 nel timpano venne collocato un mosaico, realizzato da Luigi Moscara di Soleto e raffigurante il patrono san Quintino. Durante i restauri nel 1988 eseguiti da uno dei più bravi mastri del Salento Luigi Cimino venne scoperta l'esistenza di più antiche colonne inglobate nei pilastri che dividono le navate. Altri restauri nel 2004 hanno riguardato la ripulitura della facciata.

## Descrizione
La facciata, nella quale si aprono tre portali di accesso, è ad un solo ordine sormontato da un complesso fastigio, con decorazioni opera dello scalpellino Michele Rizzo (1831-1918) di Casarano.
L'interno, con pianta a croce latina, è suddiviso in tre navate per mezzo di pilastri e contiene, oltre al presbiterio, tre altari per lato e il transetto.
La navata centrale è coperta con una volta a botte decorata con stucchi termina con un'abside dietro l'altare maggiore. Il transetto presenta la stessa altezza e larghezza della navata centrale e all'incrocio è coperto da una cupola, poggiante su quattro pilastri (due dei quali aggiunti appositamente). La cupola, che è ricoperta con embrici policromi, è stata decorata internamente a stucco da Ippazio Antonio Rizzo (Quattro evangelisti nei pennacchi).
Nelle navate sono presenti alcuni altari (nella navata destra quelli di San Michele Arcangelo, di Sant'Antonio da Padova e di San Vito, in sostituzione di quelli precedentemente attestati di San Nicola e di San Francesco e della porta piccola; nella navata sinistra il fonte battesimale e gli altari di Santa Lucia, di San Giuseppe e di San Francesco di Paola, che hanno sostituito quelli precedenti di San Filippo apostolo e dell'Immacolata Concezione). Nel braccio sinistro del transetto è l'altare della Madonna Immacolata, o Madonna dei Fiori, e in quello destro l'altare dedicato al santo titolare.

### Opere
- Grande tela di San Quintino, conservata nello studio dell'arciprete, opera di Antonio Donato d'Orlando della fine del Cinquecento.
- Busto argenteo di San Quintino, realizzato nel 1715 dall'argentiere napoletano Domenico De Blasio.
- Cinque tele ovali raffiguranti il Martirio di san Quintino conservate nell'abside, dipinte tra il 1735 e il 1740 da Giovan Battista Lama (Napoli 1673 ca. - 1748).
- Statue di Lia e Sara, simboli della vita contemplativa e di quella attiva, e la Predica di Sant'Antonio ai pesci per l'altare di Sant'Antonio, opera ottocentesca di Ippazio Antonio Rizzo.